# Andy Dawson
Andrew Stuart Dawson (Northallerton, Inglaterra, 20 de octubre de 1978) es un exfutbolista inglés y entrenador de fútbol que jugaba como defensa.

## Clubes

### Como jugador
| Club                             | País       | Año       |
| -------------------------------- | ---------- | --------- |
| Nottingham Forest F. C.          | Inglaterra | 1996-1999 |
| Scunthorpe United F. C. (cedido) | Inglaterra | 1998-1999 |
| Scunthorpe United F. C.          | Inglaterra | 1999-2003 |
| Hull City A. F. C.               | Inglaterra | 2003-2013 |
| Scunthorpe United F. C.          | Inglaterra | 2013-2015 |

### Como entrenador
| Club                               | País       | Año  |
| ---------------------------------- | ---------- | ---- |
| Scunthorpe United F. C. (interino) | Inglaterra | 2014 |
| Scunthorpe United F. C. (interino) | Inglaterra | 2019 |
| Hull City A. F. C. (interino)      | Inglaterra | 2022 |
| Hull City A. F. C. (interino)      | Inglaterra | 2024 |